# Patricia MacDonald
Pour les articles homonymes, voir MacDonald.
Œuvres principales
- La Fille sans visage

Patricia MacDonald, pseudonyme de Patricia Bourgeau, née le 1er août 1949 à Greenwich dans le Connecticut, est une auteure américaine  de romans policiers.

## Biographie

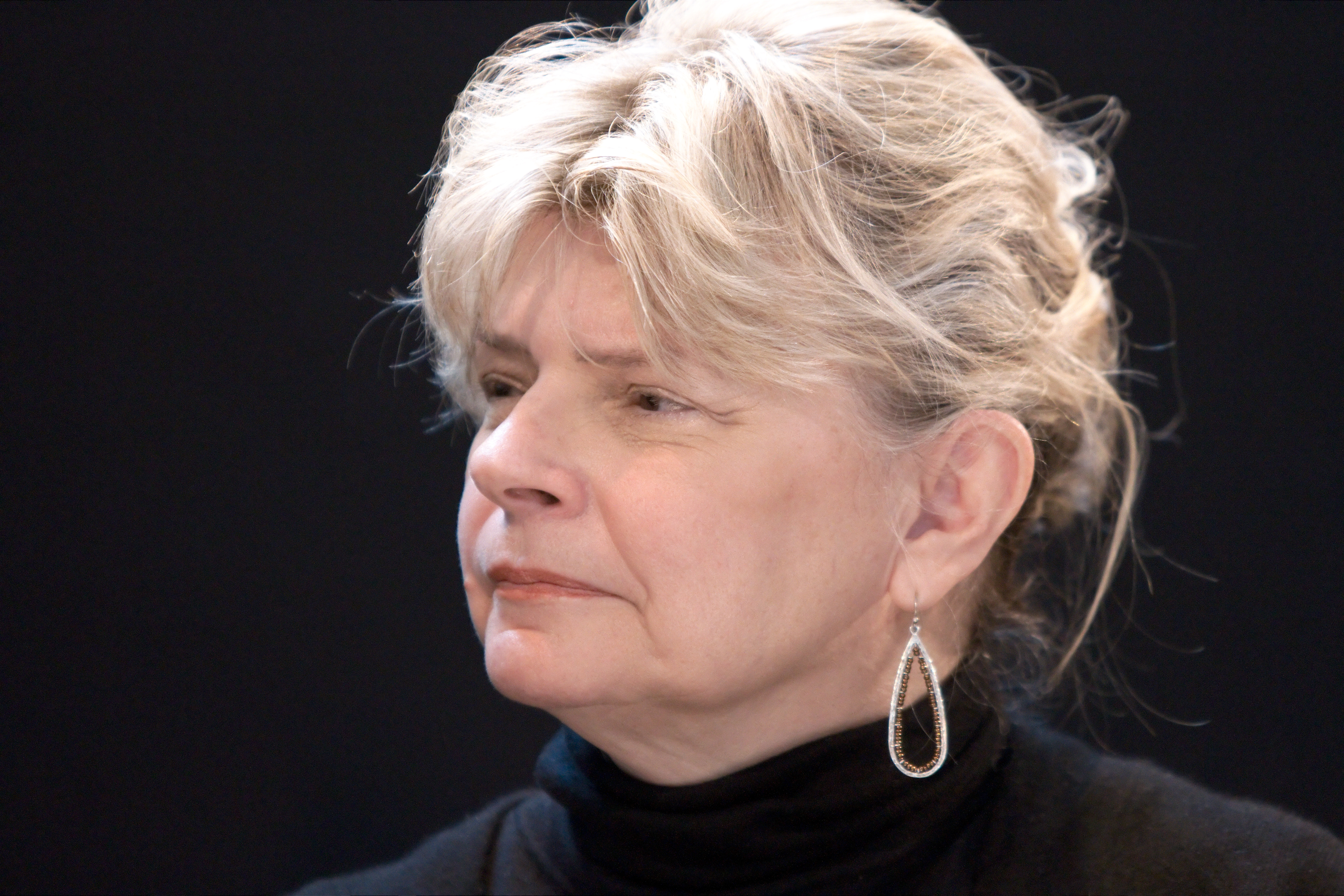
Patricia MacDonald au Salon du livre de Paris en mars 2010.

Patricia MacDonald grandit à Greenwich dans le Connecticut. Elle suit des études de journalisme et obtient son doctorat à l'Université de Boston. Après cela, elle collabore à la rédaction de nombreux magazines, allant des journaux médicaux aux magazines féminins. La voie qu'elle s'est ensuite tracée dans le roman à suspense découle sans doute de son mariage avec l'écrivain Art Bourgeau, de surcroît, libraire spécialisé dans le roman noir.
Elle publie Expiation (The Unforgiven), son premier roman policier, en 1981, où une jeune femme « condamnée à tort à douze ans de prison pour le meurtre de son amant », tombe à sa sortie de prison dans le piège d'une machination diabolique. Ses romans sont traduits dans plusieurs langues, dont le japonais, le français et le suédois. Six titres ont été adaptés pour la télévision.

## Œuvres

### Romans
- Expiation, Albin Michel, 1996 ((en) The Unforgiven, 1981)
- Un étranger dans la maison, Albin Michel, 1985 ((en) Stranger in the House, 1983)
- Petite Sœur, Albin Michel, 1987 ((en) Little Sister, 1986)
- Sans retour, Albin Michel, 1990 ((en) No Way Home, 1989)
- La Double Mort de Linda, Albin Michel, 1994 ((en) Mother's Day, 1994)
- Une femme sous surveillance, Albin Michel, 1995 ((en) Secret Admirer, 1995)
- Personnes disparues, Albin Michel, 1997 ((en) Lost Innocents, 1997) Prix littéraire Lucien Barrière du Festival du cinéma américain de Deauville[2]
- Dernier Refuge, Albin Michel, 2001 ((en) Safe Haven, 2000)
- Un coupable trop parfait, Albin Michel, 2002 ((en) Not Guilty, 2002)
- Origine suspecte, Albin Michel, 2003 ((en) Suspicious Origin, 2003)
- La Fille sans visage, Albin Michel, 2005 ((en) The Girl Next Door, 2004)
- J'ai épousé un inconnu, Albin Michel, 2006 ((en) Married to a Stranger, 2006)
- Rapt de nuit, Albin Michel, 2007 ((en) Stolen in the Night, 2007)
- Une mère sous influence, Albin Michel, 2009 ((en) From Cradle to Grave, 2009)
- Une nuit, sur la mer, Albin Michel, 2011 ((en) Cast into Doubt, 2010)
- Le Poids des mensonges, Albin Michel, 2012 ((en) Missing Child, 2011)
- La Sœur de l'ombre, Albin Michel, 2013 ((en) Sisters, 2012)
- Personne ne le croira, Albin Michel, 2015 ((en) I See You, 2014)
- Message sans réponse, Albin Michel, 2016 ((en) Don't Believe a Word, 2016)
- La Fille dans les bois, Albin Michel, 2018 ((en) The Girl in the Woods, 2018)
- (en) Safe Haven, 2019

## Adaptations
- Le téléfilm français J'ai épousé un inconnu de Serge Meynard (2015), est l'adaptation du roman homonyme.
- Le téléfilm français Le Poids des mensonges de Serge Meynard (2017), est l'adaptation du roman homonyme.
- Le téléfilm français Une mère sous influence d' Adeline Darraux (2018), est l'adaptation du roman homonyme.
- Le téléfilm français La Fille dans les bois de Marie-Hélène Copti (2020), est l'adaptation du roman homonyme.